# Richard Towell
Richard Towell (ur. 17 lipca 1991 w Dublinie) – irlandzki piłkarz występujący na pozycji pomocnika. Zawodnik Rotherhamu United, do którego jest wypożyczony z Brighton.